# 안양 중초사지 당간지주
안양 중초사지 당간지주(安養 中初寺址 幢竿支柱)는 대한민국 경기도 안양시 석수동 중초사지에 있는 당간지주이다. 1963년 1월 21일 대한민국의 보물 제4호로 지정되었다.

## 개요
절에 행사가 있을 때 절 입구에 당(幢)이라는 깃발을 달아두는데 이 깃발을 달아두는 장대를 당간(幢竿)이라 하며, 장대를 양쪽에서 지탱해 주는 두 기둥을 당간지주라 한다. 이 당간지주는 양 지주가 원래 모습대로 85cm 간격을 두고 동서로 서 있다. 이곳을 중초사터라고 하는 것은 서쪽지주의 바깥쪽에 새겨진 기록에 따른 것이다. 현재 지주의 기단은 남아있지 않고, 다만 지주 사이와 양쪽 지주의 바깥에 하나씩 총 3장을 깔아서 바닥돌로 삼고 있는데, 이 역시도 원래의 모습이라고 보기는 어렵다. 기단 위에 당간을 세우는 받침은 지주 사이에 돌을 마련하고 그 중심에 지름 36cm의 둥그런 구멍을 뚫어서 마련하였다. 양쪽 지주에 장식적인 꾸밈이 없으며, 윗부분을 둥글게 다듬은 흔적이 있어 시대가 오래된 것임을 알 수 있다. 당간을 고정시키기 위한 간구멍을 각각 지주의 상·중·하 세 곳에 뚫었다. 동쪽 지주의 윗부분이 깨어져 있는데, 8·15해방 후 인근의 석수(石手)들이 석재로 반출하기 위한 자취라고 전해진다. 각 부분에 섬세하게 조각을 해두지는 않았어도, 단정한 아름다움을 보여주는 작품이다. 서쪽 지주의 바깥쪽에 새겨진 명문은 모두 6행 123자로 해서체로 쓰여졌다. 이 글에 의하면 신라 흥덕왕 1년(826) 8월 6일에 돌을 골라서 827년 2월 30일에 건립이 끝났음을 알 수 있다. 당간지주에 문자를 새기는 것은 희귀한 예로, 만든 해를 뚜렷하게 알 수 있는 국내에서 유일한 당간지주이다.

## 사진

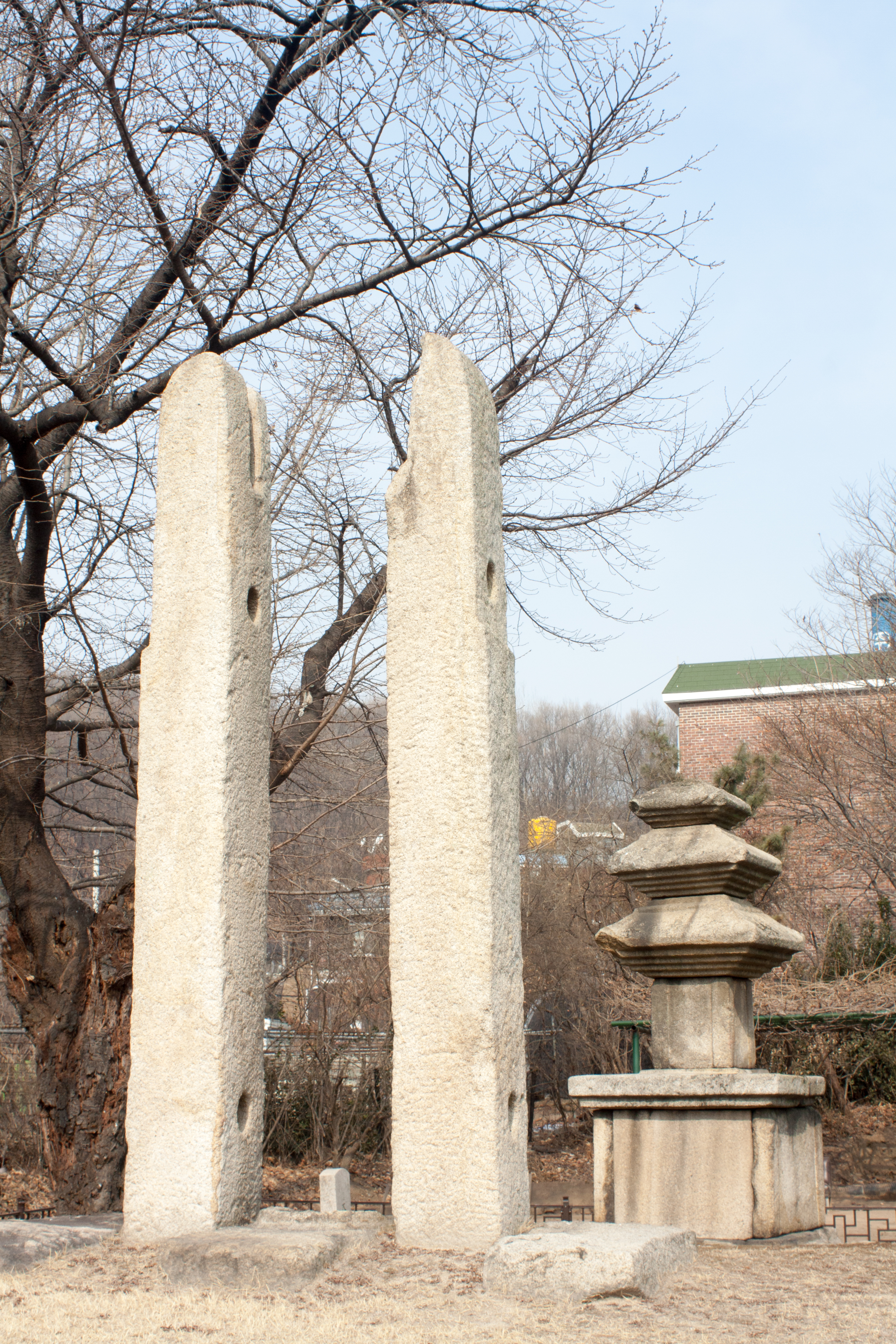
석탑과 나란히 서 있는 당간지주
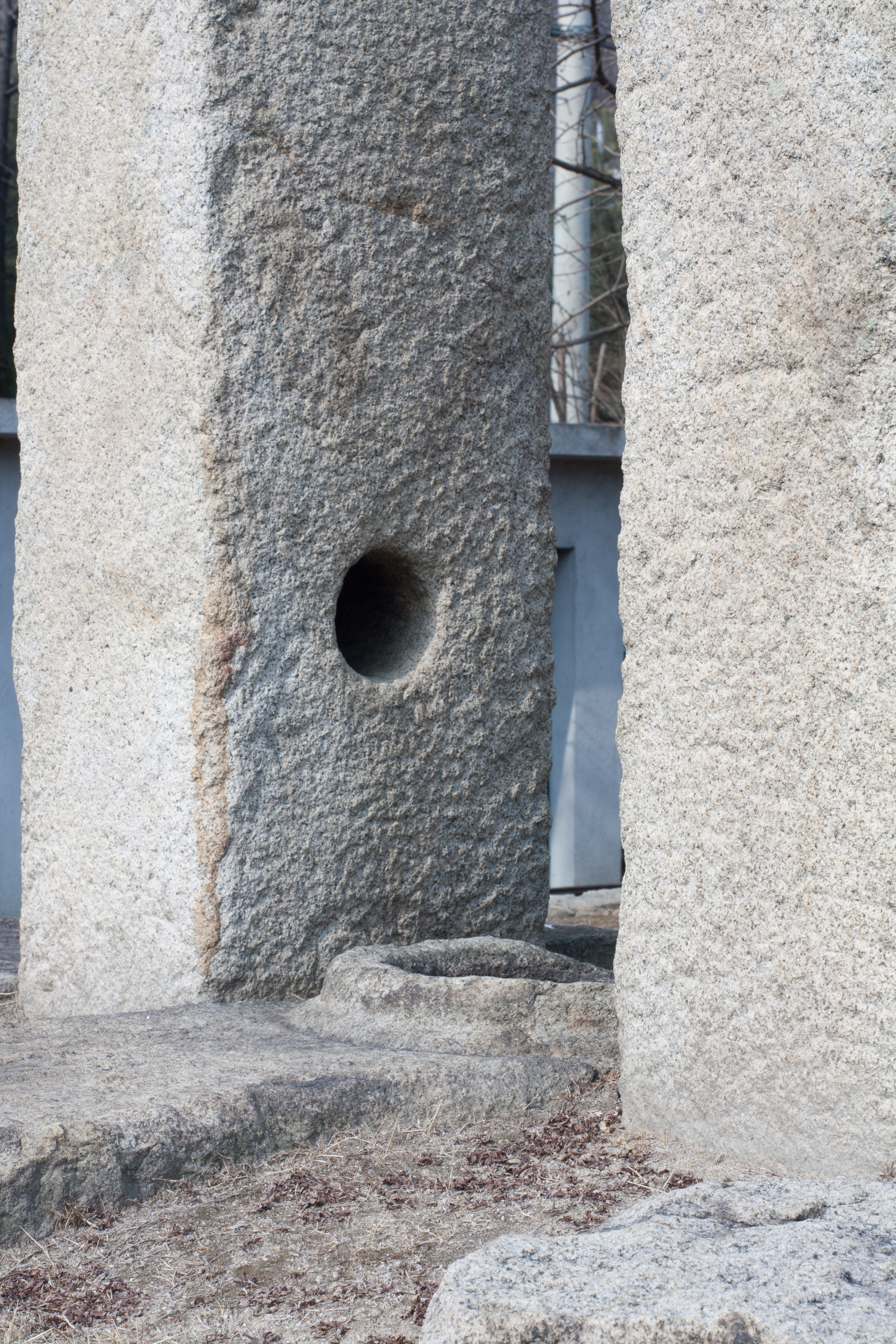
당간을 지탱하기 위한 구조물을 걸기 위한 구멍
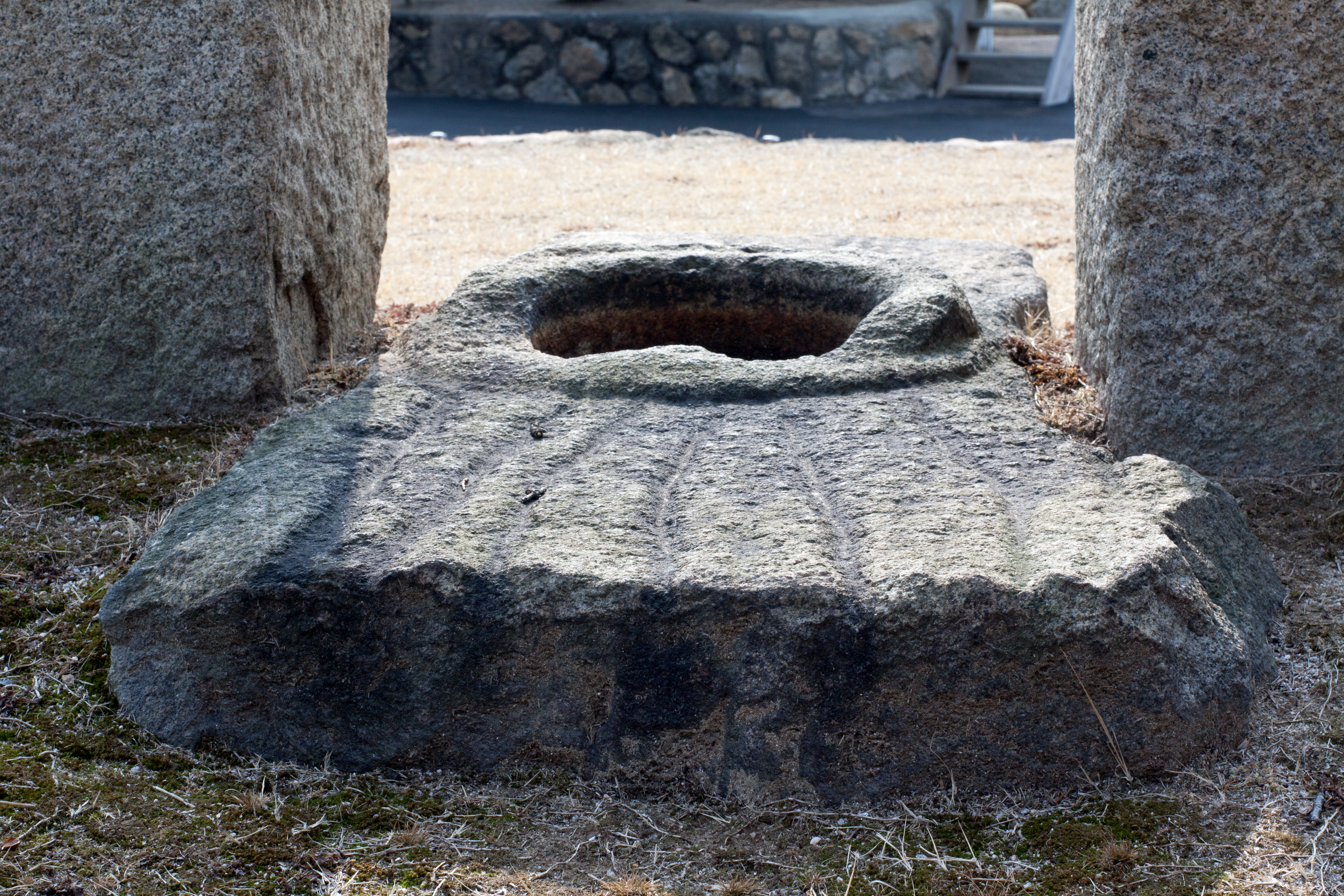
당간 받침대
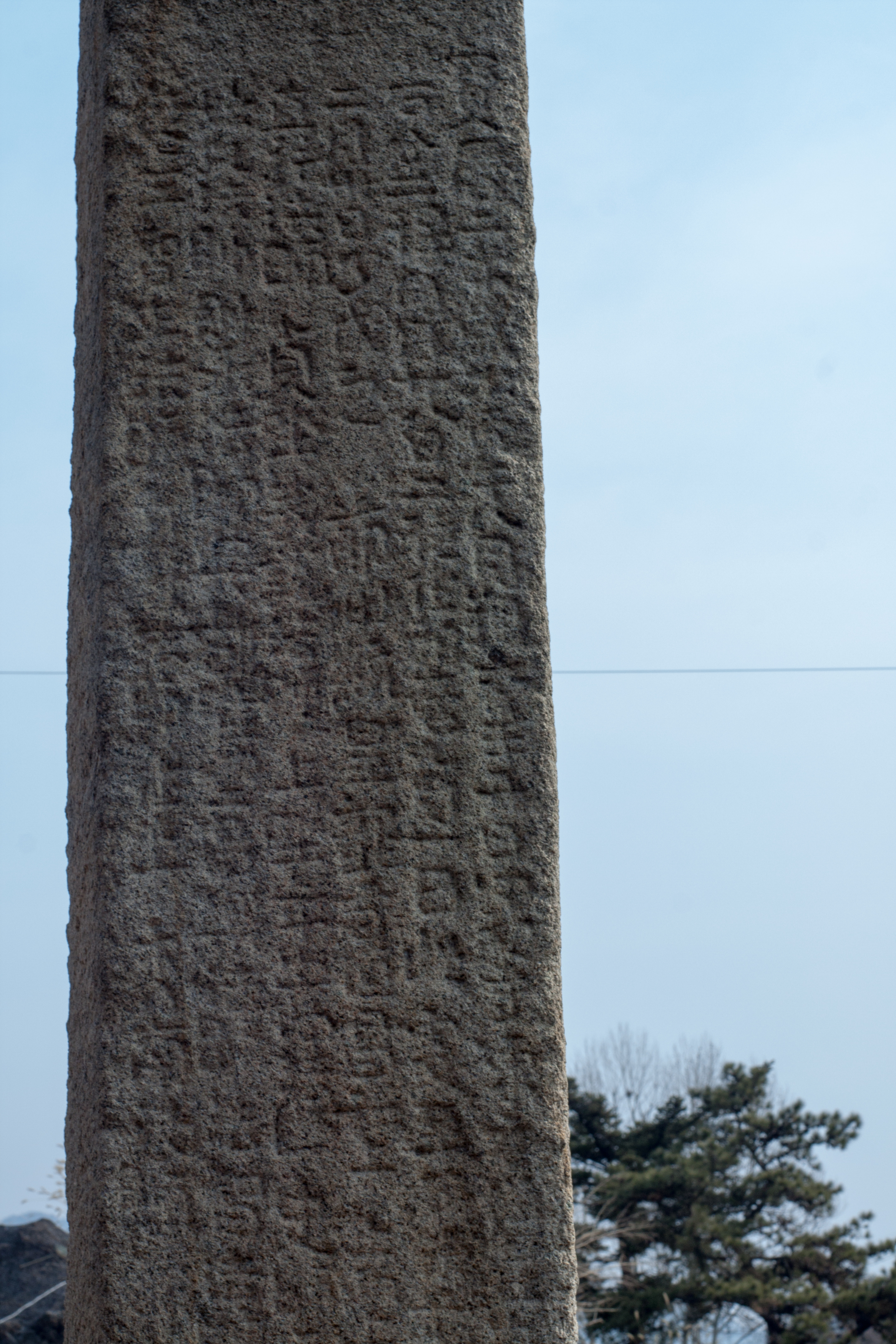
명문
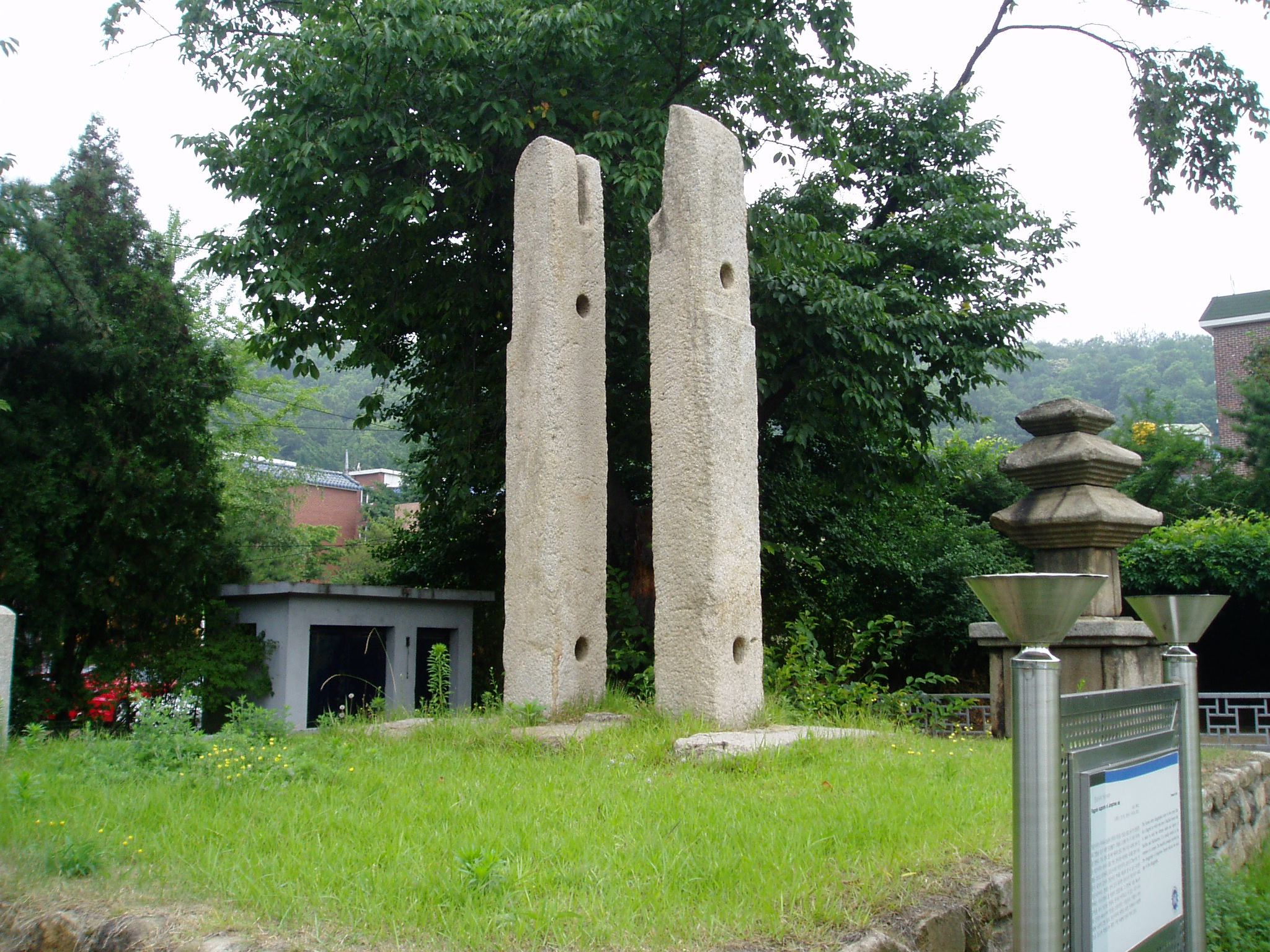
중초사지 당간지주 2006년
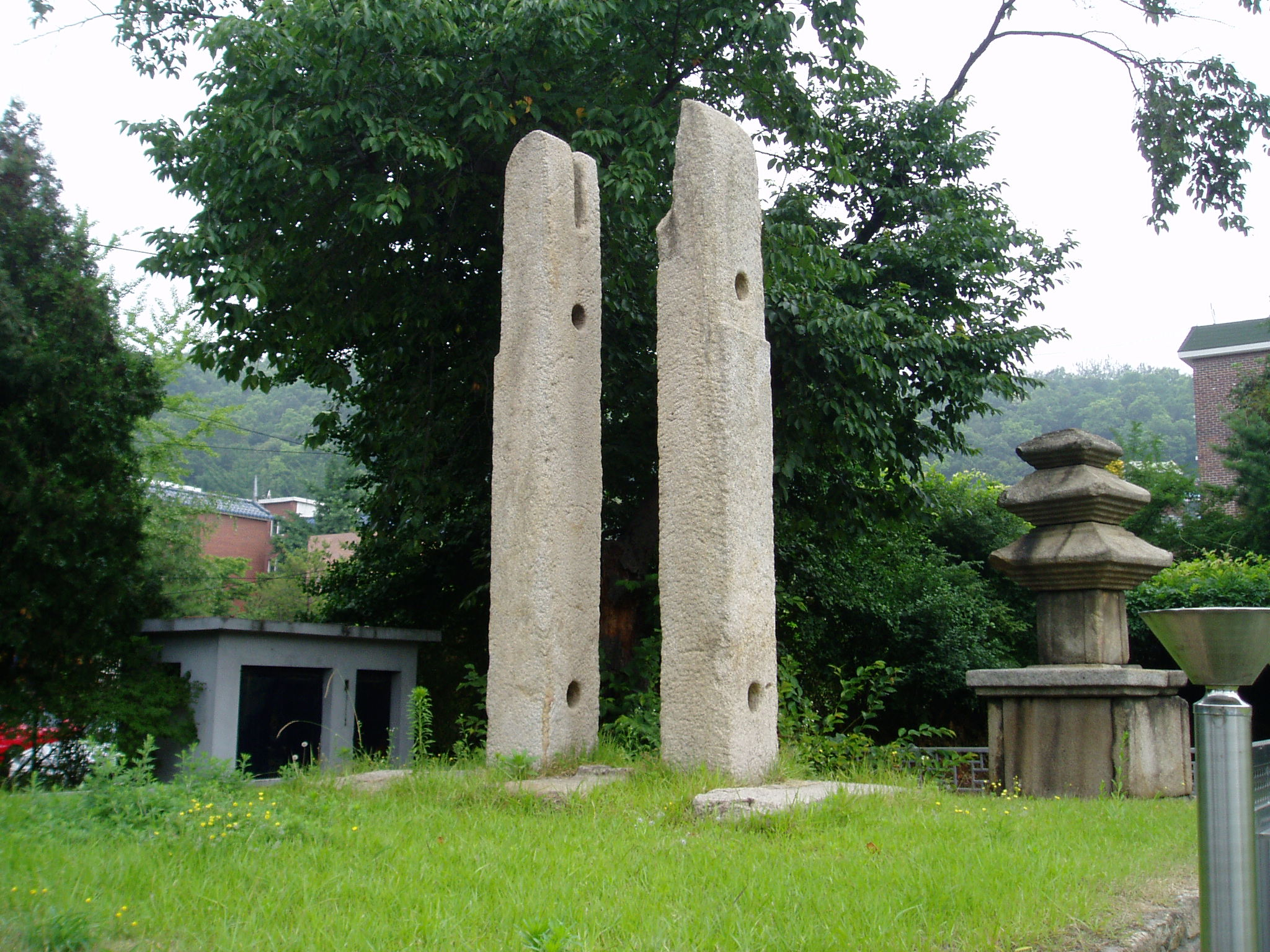
중초사지 당간지주 2006년
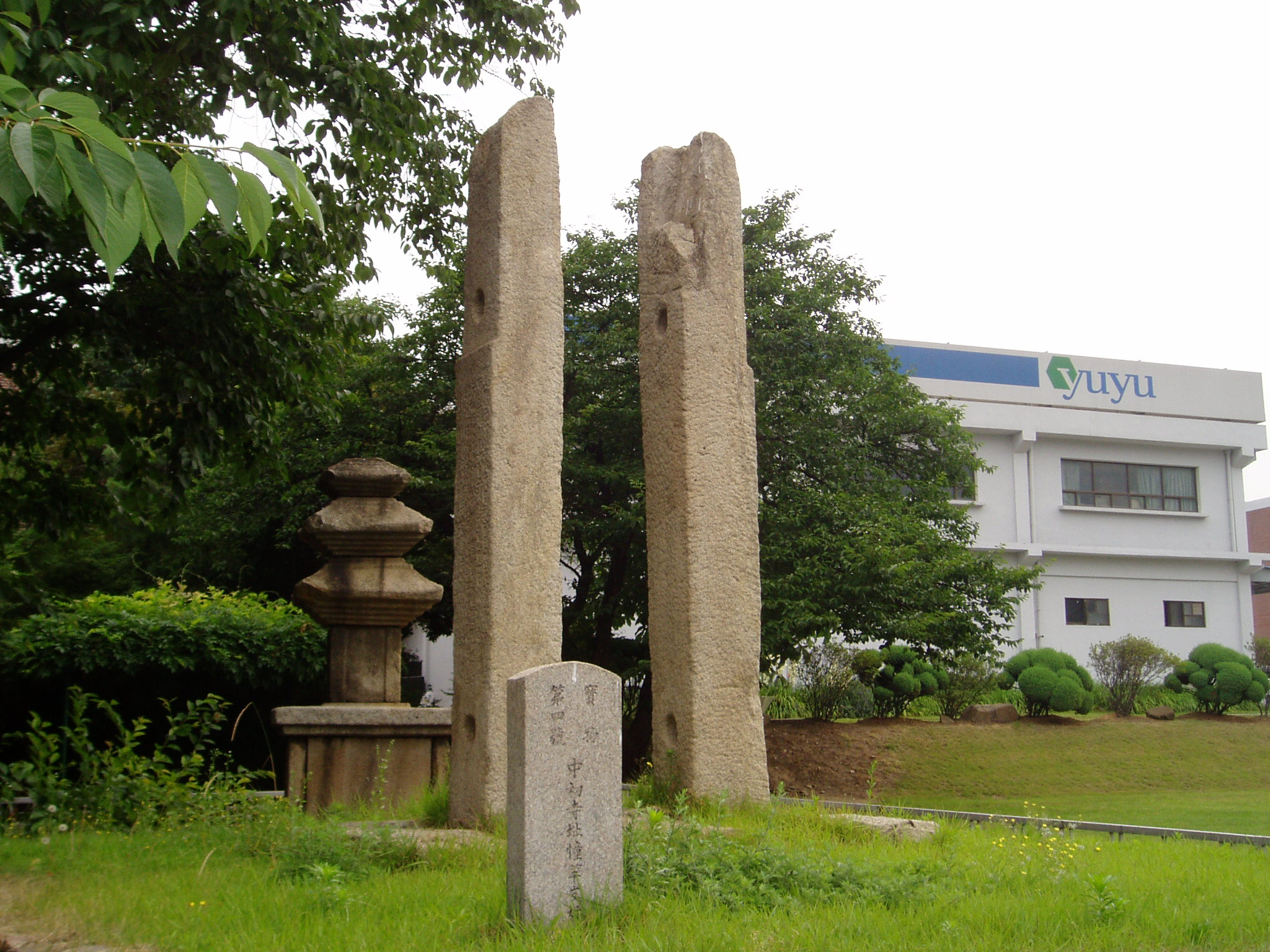
중초사지 당간지주 2006년
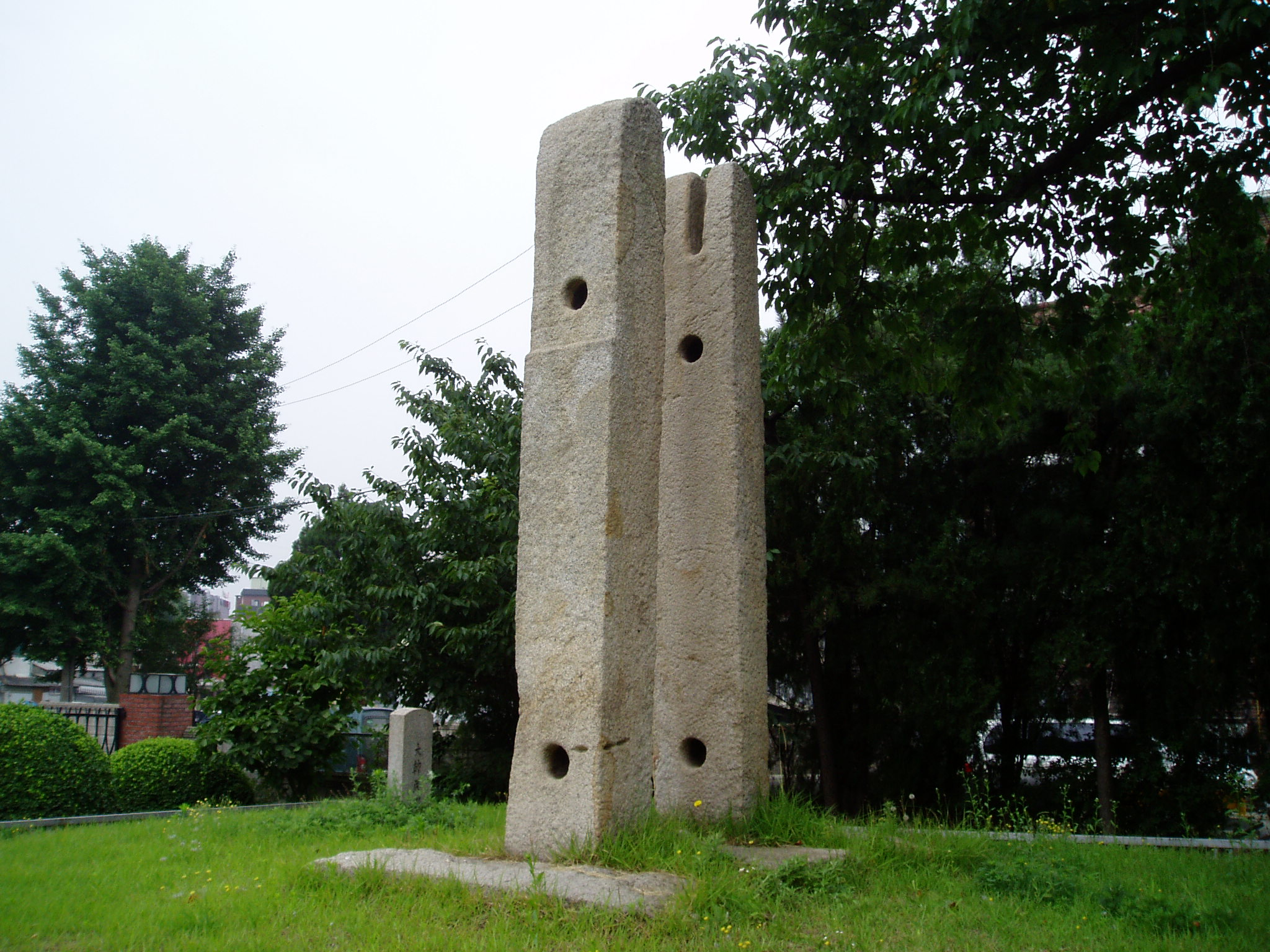
중초사지 당간지주 2006년
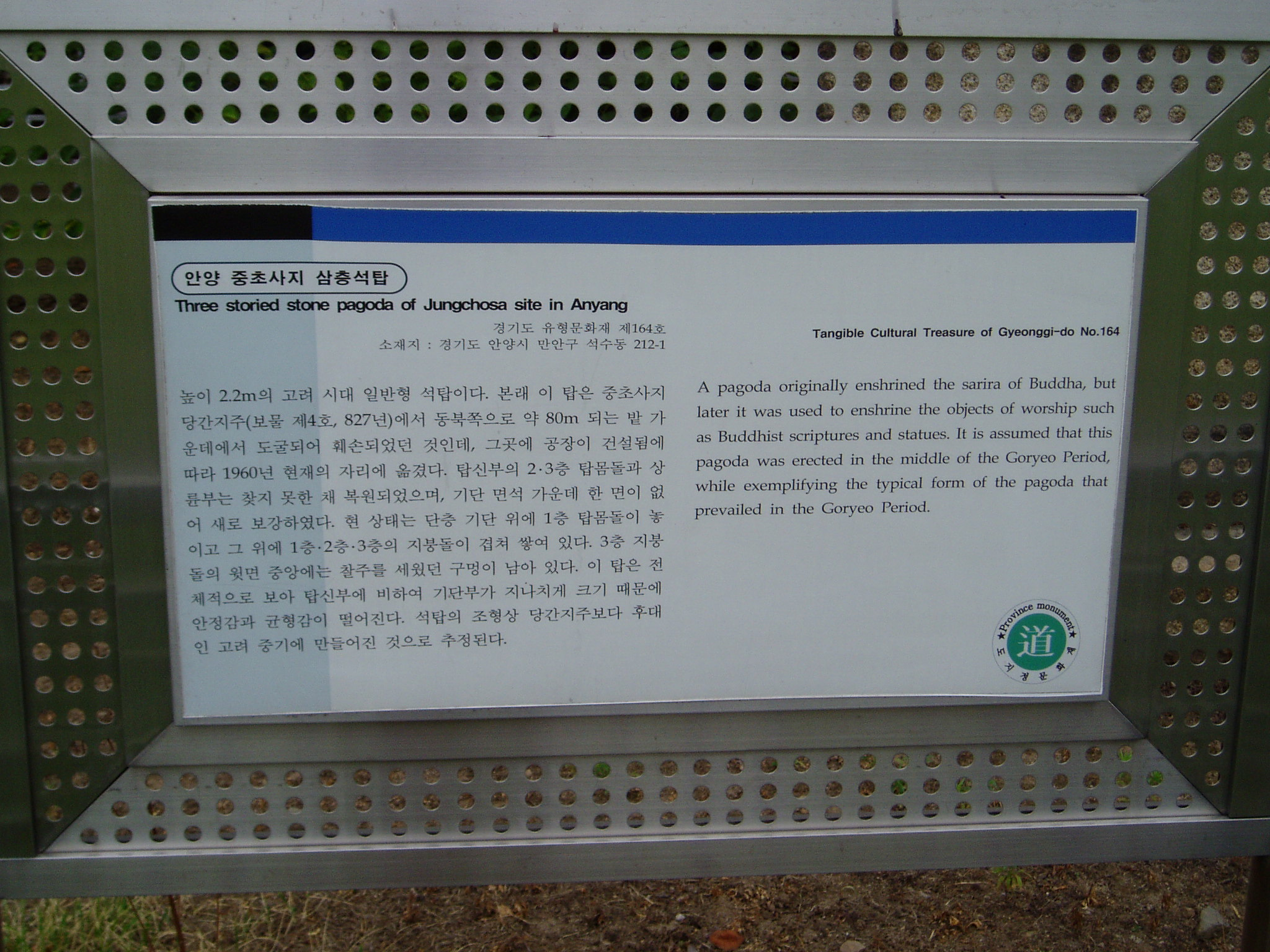
중초사지 당간지주 2006년

## 같이 보기
- 안양 중초사지 삼층석탑